# Gonodes leada
Gonodes leada är en fjärilsart som beskrevs av Druce 1898. Gonodes leada ingår i släktet Gonodes och familjen nattflyn. Inga underarter finns listade i Catalogue of Life.